# Lasiurus seminolus
Lasiurus seminolus — вид рукокрилих, родини Лиликові. 

## Поширення, поведінка
Країни проживання: Сполучені Штати Америки (штат Алабама, Аризона, Флорида, Джорджія, Луїзіана, Міссісіпі, Північна Кароліна, Оклахома, Південна Кароліна, Техас). Самітницький. Комахоїдний. Мають швидкий прямий політ.